# Wasilij Dojenin
Wasilij Nikołajewicz Dojenin (ros. Василий Николаевич Доенин, ur. 24 września 1909 w Jałcie, zm. 23 lutego 1977 w Moskwie) – radziecki polityk i działacz partyjny.

## Życiorys
Od 1927 pracował w fabrykach we Władywostoku i jednocześnie studiował w Dalekowschodnim Instytucie Politechnicznym, od 1931 był inżynierem trustu "Orgmietałł", od 1934 pracował w Moskiewskiej Fabryce Samochodów im. Stalina jako inżynier, zastępca kierownika i kierownik walcowni. Od 1940 należał do WKP(b), od 1944 szef Głównego Zarządu Ludowego Komisariatu Budowy Maszyn Średnich, od marca 1946 szef Głównego Zarządu Ministerstwa Inżynierii Samochodowej i Traktorowej ZSRR, od 1948 dyrektor Moskiewskiej Fabryki Samochodów Małolitrażowych. Od 1950 szef Głównego Zarządu Ministerstwa Przemysłu Samochodowego i Traktorowego ZSRR, od marca 1953 szef Głównego Zarządu Ministerstwa Budowy Maszyn ZSRR, od kwietnia 1954 szef Głównego Zarządu Ministerstwa Inżynierii Samochodowej, Traktorowej i Rolniczej ZSRR, od lipca 1955 szef Głównego Zarządu Ministerstwa Przemysłu Samochodowego ZSRR. Od maja 1957 szef Zarządu Moskiewskiego Miejskiego Sownarchozu, od 1960 zastępca i I zastępca przewodniczącego Moskiewskiego Miejskiego Sownarchozu, od 1962 I zastępca przewodniczącego Sownarchozu RFSRR, od 1963 przewodniczący Moskiewskiego Miejskiego Sownarchozu. Od marca do września 1965 zastępca przewodniczącego Rady Ministrów RFSRR - przewodniczący Sownarchozu RFSRR, od października 1965 minister budowy maszyn dla przemysłu lekkiego, spożywczego i artykułów gospodarstwa domowego. Od 1966 zastępca członka KC KPZR. Deputowany do Rady Najwyższej ZSRR od 7 do 9 kadencji.
Pochowany na Cmentarzu Nowodziewiczym.

## Odznaczenia
- Order Lenina (dwukrotnie)
- Order Czerwonego Sztandaru Pracy
- Order „Znak Honoru” (dwukrotnie)